# والتر ماندیل
والتر ماندیل (به انگلیسی: Walter Mondale) (زاده ۵ ژانویه ۱۹۲۸ – درگذشته ۱۹ آوریل ۲۰۲۱) سیاستمدار آمریکایی بود. ماندیل که عضو حزب دموکرات ایالات متحده آمریکا بود، در دوره ریاست جمهوری جیمی کارتر، از ۱۹۷۷ تا ۱۹۸۱ معاون رئیس جمهور آمریکا بود. وی در سال ۱۹۶۴ تا ۱۹۷۶ میلادی سناتور ایالت مینه‌سوتا در سنای ایالات متحده آمریکا بود. ماندیل نامزد حزب دمکرات در انتخابات ریاست جمهوری ۱۹۸۴ بود که رقابت را به رئیس جمهور رونالد ریگان واگذار کرد و به جز ایالت خود، مینه سوتا، در ۴۹ ایالت دیگر شکست خورد.
مندیل نخستین نامزد انتخابات ریاست جمهوری ایالات متحده بود که یک زن را به عنوان معاون خود برگزید. او طی سال‌های ۱۹۷۷ تا ۱۹۸۱ در دوران ریاست جمهوری جیمی کارتر معاون وی بود. همچنین سال ۱۹۹۳در دولت بیل کلینتون نیز به سمت سفیر ایالات متحده در توکیو منصوب شد و تا سال ۱۹۹۶ در این سمت ماند. والتر مندیل در انتخابات ریاست جمهوری سال ۱۹۸۴ وارد رقابت با رونالد ریگان شد و سنگین‌ترین شکست تاریخ این انتخابات را به نام خود خرید. او در این انتخابات ۴۹ ایالت از ۵۰ ایالت را به ریگان باخت و تنها در ایالت زادگاه خود، مینه‌سوتا و واشینگتن دی‌سی برنده شد. والتر مندیل، روز دوشنبه ۱۹ آوریل ۲۰۲۱ در سن ۹۳ سالگی در مینیاپولیس، مینه‌سوتا درگذشت.